# Edmundston
Edmundston – miasto w Kanadzie, w prowincji Nowy Brunszwik i hrabstwie Madawaska. Aż do 1850 miasto nosiło nazwę Petit-Sault, dzisiejsza nazwa została nadana na cześć Edmunda Walkera Heada, gubernatora porucznika Nowego Brunszwiku w latach 1848–1854.
Liczba mieszkańców Edmundston wynosi 16 643. Język francuski jest językiem ojczystym dla 93,4%, angielski dla 4,6% mieszkańców (2006).

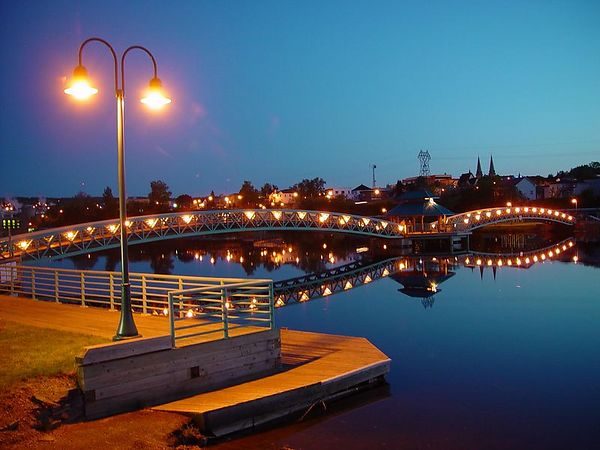
Edmundston nocą